# Luka Brajkovic
Luka Brajkovic (* 26. Juni 1999 in Feldkirch) ist ein österreichischer Basketballspieler. Der Center galt als eines der größten Talente des österreichischen Basketballs.

## Laufbahn
Brajkovic begann in seiner Heimatstadt Feldkirch mit dem Basketball, 2015 wechselte er zu den Dornbirn Lions in die 2. Basketball-Bundesliga. Er war Schüler am Sportgymnasium Dornbirn.
Mehrere Universitäten in den Vereinigten Staaten zeigten Interesse an dem Nachwuchsspieler, im Sommer 2017 stattete Brajkovic dem Davidson College (US-Bundesstaat North Carolina) einen Besuch ab, entschied sich aber vorerst, seine Entwicklung in Dornbirn fortzusetzen. Auch ein ebenfalls in Erwägung gezogener Wechsel nach Deutschland vollzog sich damit nicht.
Im März 2018 wurde bekanntgegeben, dass Brajkovic nach der Saison ans Davidson College wechseln wird. In seinem ersten Jahr in den Vereinigten Staaten bestritt er 34 Spiele für die Mannschaft und erzielte im Durchschnitt 11,1 Punkte sowie sechs Rebounds je Begegnung. Er spielte bis 2022 für das Davidson College, stand in seinen 119 Einsätzen in 118 in der Anfangsaufstellung, Brajkovic erzielte im Schnitt 11,8 Punkte und 6,1 Rebounds für die Hochschulmannschaft.
Im August 2022 wurde Brajkovic vom spanischen Erstligisten CB Breogán verpflichtet. In 32 Einsätzen für Breogán brachte er es während des Spieljahres 2022/23 auf einen Mittelwert von 3,2 Punkten. Anfang August 2023 gab Kolossos Rhodos aus Griechenland die Verpflichtung des Österreichers bekannt. Für die griechische Mannschaft erzielte Brajkovic im Laufe des Spieljahres 2023/24 14 Punkte je Begegnung.
Brajkovic bestritt zu Beginn des Saison 2024/24 acht Ligaspiele für Pistoia Basket 2000, in denen er im Durchschnitt 8,9 Punkte erreichte. Im November 2024 verließ er Italien und ging zu Darüşşafaka SK Istanbul in die Türkei. In der türkischen Liga stand er bis zum Ende der Saison 2024/25 in 22 Spielen auf dem Feld und erzielte durchschnittlich 8,8 Punkte je Begegnung.
Im Sommer 2025 wurde Brajkovic von der slowenischen Spitzenmannschaft KK Cedevita Olimpija verpflichtet.

### Nationalmannschaft
Im Sommer 2015 nahm er mit der österreichischen U16-Nationalmannschaft an der B-Europameisterschaft teil, im darauffolgenden Jahr spielte er mit der U18-Auswahl ebenfalls beim B-EM-Turnier mit. Bei der B-Europameisterschaft (abermals Altersbereich U18) im Sommer 2017 verbuchte Brajkovic mit Mittelwerten von 18,6 Punkten sowie 10,6 Rebounds je Begegnung Spitzenstatistiken. Im Sommer 2019 wurde er erstmals in Österreichs Herrennationalmannschaft berufen, für die er aber erst im Februar 2023 sein erstes Länderspiel bestritt.